# 111 (álbum)
111 é o terceiro álbum de estúdio do cantor e drag queen brasileiro Pabllo Vittar, lançado em 24 de março de 2020 pela Sony Music Brasil, depois de vazar antes da data de lançamento original. 111 é um álbum trilíngue, compreendendo as línguas espanhola, inglesa e portuguesa.
111 foi precedido pelo extended play (EP) 111 1 (2019), que inclui quatro faixas, lançadas como uma prévia do álbum completo. O álbum contém colaborações com Charli XCX, Ivete Sangalo, Thalía, Psirico, e Jerry Smith. Um álbum de remixes derivado do mesmo, intitulado 111 Deluxe, foi lançado em 26 de novembro de 2020.

## Antecedentes e desenvolvimento
Após o lançamento de Não Para Não, seu segundo álbum de estúdio e o primeiro sob selo da Sony Music, Vittar iniciou os projetos para seu terceiro álbum de estúdio. A confirmação do novo álbum foi feita pela própria artista via redes sociais e devido ao número de faixas planejado foi lançado inicialmente como um EP intitulado 111 1, em 31 de outubro de 2019. Sobre o álbum completo, Pabllo comentou: "Quando decidi fazer o 111, quis ir fundo em todas as lembranças de meus aniversários. Chegamos em 10 faixas que me remetem a lembranças, alegrias e momentos marcantes de minha vida." Pabllo falou que optou em dividir o álbum em duas partes por uma questão de mercado. O consumo de música, segundo ela, mudou, e os fãs buscam novidades constantemente.

## Lançamento
O álbum acabou sendo vazado antes do previsto, e Pabllo foi às redes sociais fazer um apelo para que as pessoas parassem de compartilhar links piratas e ainda acrescentou que anteciparia o álbum devido às circunstâncias. A replicação de conteúdo foi tão grande que os esforços da equipe para conter os danos não tiveram efeito. Em poucas horas, as canções já estavam disponíveis como episódios de podcast no Spotify, em arquivos de torrent e em serviços de nuvem pela internet. A saída foi antecipar o lançamento em serviços de streaming e no YouTube.
Trazendo referências de sua trajetória enquanto uma das artistas LGBTQIA+ de maior relevância no país, o álbum foi lançado em 24 de março de 2020 e relembra as origens nordestinas e raízes culturais de Vittar. Pabllo Vittar comentou via assessoria de imprensa da gravadora Sony Music Brasil sobre o lançamento: “Esse álbum é diferente de tudo o que já lancei até aqui. É um álbum com mais experimentações artísticas, além de ser o primeiro com músicas em diferentes idiomas. Estou muito feliz com o resultado e empolgada devido a repercussão positiva que já tivemos até aqui com os lançamentos de alguns singles. Meu objetivo como artista é justamente esse, estar o tempo todo me reinventando, experimentando e ressignificando experiências, sonhos e batidas através da música. Aliás, a faixa ‘Rajadão’ é um bom exemplo disso”.

## Arte da capa
A capa da edição padrão foi revelada nas redes sociais de Vittar em 23 de março de 2020. A imagem é de autoria de Ernna Costa que expõe cinco poses de Vittar com um look que combina as cores prata e preto.

## Promoção

### Singles
- "Clima Quente" foi lançada em 1 de março de 2020 e contém a participação do funkeiro Jerry Smith, sendo lançada como primeiro single do projeto. Faz parte de uma campanha publicitária da marca Coca-Cola. Antes, para assistir o vídeo os fãs dos artistas precisavam comprar uma latinha do refrigerante e destravar um código, sendo incluída no álbum.
- "Tímida" foi lançada em 19 de março de 2020, a canção conta com a participação da cantora mexicana Thalía, e foi lançada como segundo single.
- "Rajadão" foi lançada em 22 de julho de 2020, como terceiro e último single do álbum.

## Análise da crítica
| Críticas profissionais | Críticas profissionais |
| Avaliações da crítica  | Avaliações da crítica  |
| Fonte                  | Avaliação              |
| ---------------------- | ---------------------- |
| CinePOP                | [ 16 ]                 |

Leonardo Sanchez, da Folha de S.Paulo, afirmou que "O melhor de 111 estava aí faz tempo —os singles “Flash Pose”, “Parabéns” e “Amor de Que” já mostraram, cada um à sua maneira, as diferentes faces de Pabllo Vittar. Agora, essas e as outras seis faixas do disco se amarram e dão à luz uma coletânea original, que só vai ficar restrita ao público LGBT se o mercado mainstream tiver cabeça fechada".
Thiago Nolla, do CinePOP, disse que, 111 não faz jus ao que Pabllo Vittar já mostrou ao longo de sua breve carreira, desde hits carnavalescos até baladas coming-of-age que representam a presença LGBTQ+. Emannuel Bento, do Diario de Pernambuco, afirmou que 111 não chega a ser tão cativante e homogêneo quanto o Não Para Não (2018). Também peca pela pouca quantidade de faixas, com extensão que não chega a 30 minutos. A estratégia de lançar o projeto em duas partes também fez com que ele já chegasse um pouco saturado aos ouvintes.

## Lista de faixas
Lista de faixas adaptadas do Apple Music. Todas as faixas foram produzidas por BMT (Brabo Music Team), composto por Maffalda, Rodrigo Gork, Pablo Bispo, Zebu, com adição de produção na faixa "Salvaje" de Enzo Di Carlo e "Clima Quente" de Weber.
| N.º            | Título                                       | Compositor(es)                                                                    | Duração |  |
| 1.             | "Parabéns" (participação de Psirico)         | Pabllo Vittar Arthur Marques Maffalda Pablo Bispo Rodrigo Gorky Guilherme Pereira | 2:16    |  |
| 2.             | "Tímida" (participação de Thalía)            | Gorky Danielle Sanchez Bispo Pereira Gale Marques Maffalda                        | 2:37    |  |
| 3.             | "Lovezinho" (participação de Ivete Sangalo)  | Vittar Gorky Bispo Pereira Marques Maffalda                                       | 2:18    |  |
| 4.             | "Amor de Que"                                | Rodrigo Gorky Pablo Bispo Maffalda Matheus Santos                                 | 2:37    |  |
| 5.             | "Salvaje"                                    | Gorky Pereira Bispo Maffalda Marques Enzo Di Carlo Dani Sánchez                   | 2:49    |  |
| 6.             | "Flash Pose" (participação de Charli XCX)    | Marques Aluna Francis Charlotte Aitchison Maffalda Bispo Gorky Pereira            | 2:33    |  |
| 7.             | "Clima Quente" (participação de Jerry Smith) | Vittar Matheus Santos Gorky Bispo Maffalda                                        | 2:21    |  |
| 8.             | "Ponte Perra"                                | Gorky Wynnie Nogueira Pereira Maffalda Marques                                    | 2:13    |  |
| 9.             | "Rajadão"                                    | Gorky Bispo Pereira Maffalda Marques                                              | 2:38    |  |
| Duração total: | Duração total:                               | Duração total:                                                                    | 22:25   |  |

## Vendas e certificações
| Região                                         | Certificação | Vendas   |
| ---------------------------------------------- | ------------ | -------- |
| Brasil (Pro-Música Brasil)                     | 2× Platina   | 160.000^ |
| ^distribuições baseadas apenas na certificação |              |          |

## Turnê
111 Tour seria a quarta turnê mundial do cantor e drag queen brasileiro Pabllo Vittar, em apoio ao seu terceiro álbum de estúdio, 111 (2020). A turnê estrearia 
no Chile, dia 27 de março de 2020, passando ainda por vários outros países da América do Sul, América do Norte e Europa. Devido à pandemia mundial de COVID-19, muitas apresentações
foram adiadas e diversas outras canceladas. Mesmo adiando por algumas vezes, grandes festivais de música como Primavera Sound, Lollapalooza e Coachella acabaram cancelando definitivamnete suas edições de 2020.

Datas
| Data                    | Cidade           | País           | Local                                     |                |                |                |
| América do Sul          | América do Sul   | América do Sul | América do Sul                            | América do Sul | América do Sul | América do Sul |
| ----------------------- | ---------------- | -------------- | ----------------------------------------- | -------------- | -------------- | -------------- |
| 27 de março de 2020[A1] | Santiago         | Chile          | Parque O'Higgins                          |                |                |                |
| 29 de março de 2020[A2] | Buenos Aires     | Argentina      | Hipódromo de San Isidro                   |                |                |                |
| 31 de março de 2020     | Montevideo       | Uruguai        | La Sala Del Museo                         |                |                |                |
| 2 de abril de 2020[A3]  | Lima             | Peru           | Centro de Convenciones Barranco Arena     |                |                |                |
| 3 de abril de 2020[A4]  | Bogotá           | Colômbia       | Campo de Golf Briceño 18                  |                |                |                |
| 5 de abril de 2020[A5]  | São Paulo        | Brasil         | Autódromo de Interlagos                   |                |                |                |
| América do Norte        |                  |                |                                           |                |                |                |
| 8 de abril de 2020      | Nova York        | Estados Unidos | Brooklyn Steel                            |                |                |                |
| 11 de abril de 2020[A6] | Indio            | Estados Unidos | Empire Polo Club                          |                |                |                |
| 16 de abril de 2020     | San Francisco    | Estados Unidos | August Hall                               |                |                |                |
| 18 de abril de 2020[A7] | Indio            | Estados Unidos | Empire Polo Club                          |                |                |                |
| 19 de abril de 2020     | Chicago          | Estados Unidos | Metro                                     |                |                |                |
| 21 de abril de 2020     | Toronto          | Canadá         | The Mod Club                              |                |                |                |
| 24 de abril de 2020     | Miami            | Estados Unidos | The Ground                                |                |                |                |
| América do Sul          |                  |                |                                           |                |                |                |
| 30 de abril de 2020     | Brasília         | Brasil         | Ópera Hall                                |                |                |                |
| 17 de maio de 2020      | Londrina         | Brasil         | Parque de Exposições Governador Ney Braga |                |                |                |
| América do Norte        |                  |                |                                           |                |                |                |
| 22 de maio de 2020[A8]  | Cidade do México | México         | Autódromo Hermanos Rodríguez              |                |                |                |
| Europa                  |                  |                |                                           |                |                |                |
| 4 de junho de 2020      | Milão            | Itália         | Circolo Magnolia                          |                |                |                |
| 5 de junho de 2020[A9]  | Barcelona        | Espanha        | Parc del Fòrum                            |                |                |                |
| 8 de junho de 2020      | Dublin           | Irlanda        | Vicar Street                              |                |                |                |
| 9 de junho de 2020      | Londres          | Inglaterra     | Forum Kentish Town                        |                |                |                |
| 10 de junho de 2020     | Amsterdã         | Países Baixos  | Paradiso                                  |                |                |                |
| 12 de junho de 2020[B1] | Porto            | Portugal       | Parque da Cidade                          |                |                |                |
| América do Norte        |                  |                |                                           |                |                |                |
| 2 de agosto de 2020[B2] | Montreal         | Canadá         | Parc Jean-Drapeau                         |                |                |                |
| Europa                  |                  |                |                                           |                |                |                |
| 6 de junho de 2021[B3]  | Gräfenhainichen  | Alemanha       | Ferropolis                                |                |                |                |

- A1 Parte do "Lollapalooza Chile"
- A2 Parte do "Lollapalooza Argentina"
- A3 Parte do "Happy Ending Fest"
- A4 Parte do "Estéreo Picnic"
- A5 Parte do "Lollapalooza Brasil"
- A6 Parte do "Coachella Valley Music and Arts Festival"
- A7 Parte do "Coachella Valley Music and Arts Festival"
- A8 Parte do "Tecate Emblema Festival"
- A9 Parte do "Primavera Sound"
- B1 Parte do "NOS Primavera Sound"
- B2 Parte do "Osheaga Festival Musique et Arts"
- B2 Parte do "Melt Festival"

- O show do dia 27 de março de 2020 foi remarcado para o dia 28 de novembro de 2020.
- O show do dia 29 de março de 2020 foi remarcado para o dia 29 de novembro de 2020.
- O show do dia 31 de março de 2020 foi remarcado para o dia 1 de dezembro de 2020.
- O show do dia 2 de abril de 2020 foi remarcado para o dia 3 de dezembro de 2020.
- O show do dia 3 de abril de 2020 foi remarcado para o dia 4 de dezembro de 2020.
- O show do dia 5 de abril de 2020 foi remarcado para o dia 6 de dezembro de 2020.
- O show do dia 8 de abril de 2020 foi remarcado para o dia 24 de outubro de 2020, sendo movido para o Terminal 5.
- O show do dia 11 de abril de 2020 foi remarcado para o dia 10 de abril de 2021.
- O show do dia 16 de abril de 2020 foi remarcado para o dia 8 de outubro de 2020, sendo movido para o 1015 Folsom.
- O show do dia 18 de abril de 2020 foi remarcado para o dia 17 de abril de 2021.
- O show do dia 19 de abril de 2020 foi remarcado para o dia 20 de outubro de 2020.
- O show do dia 21 de abril de 2020 foi remarcado para o dia 21 de outubro de 2020, sendo movido para o The Danforth Music Hall.
- O show do dia 24 de abril de 2020 foi remarcado para o dia 29 de outubro de 2020.
- O show do dia 22 de maio de 2020 foi remarcado para o dia 19 de setembro de 2020.
- O show do dia 4 de junho de 2020 foi remarcado para o dia 27 de agosto de 2020.
- O show do dia 5 de junho de 2020 foi remarcado para o dia 4 de junho de 2021.
- O show do dia 8 de junho de 2020 foi remarcado para o dia 1 de setembro de 2020.
- O show do dia 10 de junho de 2020 foi remarcado para o dia 5 de setembro de 2020.
- O show do dia 12 de junho de 2020 foi remarcado para o dia 12 de junho de 2021.
- O show do dia 2 de agosto de 2020 foi remarcado para o dia 1 de agosto de 2021.